# Décentralisation en Côte d'Ivoire
La décentralisation en Côte d'Ivoire est une politique qui renferme le concept de déconcentration économique et celui du transfert des compétences territoriales. Elle a pour objectif principal de rapprocher l'administration des administrés et aussi de permettre le développement de la Côte d'Ivoire en réduisant les disparités régionales de la colonisation. L'origine politique de la décentralisation commence par la l'administration coloniale centralisée. une administration fortement centralisée et de simple gestion. Aussi, Elle est généralement définie comme un système de gestion politico-administratif par lequel l´Etat confie à une collectivité. 

## District en Côte d'Ivoire

Carte des districts ivoiriens.

Le district est le premier niveau d'administration des subdivisions du pays. plusieurs districts en Côte d'Ivoire ont été créés en 2011 et supprimés par la loi no 2014-451 du 5 août 2014, sauf les districts autonomes de Yamoussoukro et d’Abidjan. Les districts autres que ceux de Yamoussoukro et d’Abidjan étaient subdivisés en 31 régions, à leur tour subdivisées en 108 subdivisions de troisième niveau, les départements. Les départements sont subdivisés en 510 sous-préfectures. Le plus bas niveau de l'organisation administrative est la commune. Bien qu'ils ne soient pas divisés en régions, les districts autonomes de Yamoussoukro et d’Abidjan contiennent également des départements, des sous-préfectures et des communes. 
Chaque district autonome est dirigé par un ministre-gouverneur, qui est nommé en conseil des ministres du gouvernement. Les Districts autonomes ont reçu quatre responsabilités principales à savoir, celui d'administrer les grands projets de développement dans chaque district, aménager l'application des investissements de l'Etat et des programmes à l'échelle du District afin de réduire les disparités régionales, promouvoir les potentialités économiques et culturelles de chaque district et lutter contre le régionalisme. il existe 14 districts en Cote d'Ivoire: Abidjan, Bas-Sassandra, Comoé, Denguélé, Gôh-Djiboua, Lacs, Lagunes, Montagnes, Sassandra-Marahoué, Savanes, Vallée du Bandama, Woroba, Yamoussoukro, Zanzan.

## Région en Cote d'Ivoire

Carte des régions de la Côte d’Ivoire

En Côte d’Ivoire, la région est à la fois une circonscription administrative et une collectivité territoriale. Ce double statut fait relever la région, respectivement, de la déconcentration et de la décentralisation. Il existe trente-et-une régions (réparties au sein de douze districts), en plus de deux districts autonomes. 
| District           | Chef-lieu de district | Région           | Chef-lieu de région |
| ------------------ | --------------------- | ---------------- | ------------------- |
| Abidjan            | __                    | —                | —                   |
| Yamoussoukro       | —                     | —                | —                   |
| Lacs               | Dimbokro              | N’Zi             | Dimbokro            |
| Lacs               | Dimbokro              | Iffou            | Daoukro             |
| Lacs               | Dimbokro              | Bélier           | Toumodi             |
| Lacs               | Dimbokro              | Moronou          | Bongouanou          |
| Comoé              | Abengourou            | Indénié-Djuablin | Abengourou          |
| Comoé              | Abengourou            | Sud-Comoé        | Aboisso             |
| Denguélé           | Odienné               | Folon            | Minignan            |
| Denguélé           | Odienné               | Kabadougou       | Odienné             |
| Gôh-Djiboua        | Gagnoa                | Gôh              | Gagnoa              |
| Gôh-Djiboua        | Gagnoa                | Lôh-Djiboua      | Divo                |
| Lagunes            | Dabou                 | Agnéby-Tiassa    | Agboville           |
| Lagunes            | Dabou                 | Mé               | Adzopé              |
| Lagunes            | Dabou                 | Grands-Ponts     | Dabou               |
| Montagnes          | Man                   | Tonkpi           | Man                 |
| Montagnes          | Man                   | Cavally          | Guiglo              |
| Montagnes          | Man                   | Guémon           | Duékoué             |
| Sassandra-Marahoué | Daloa                 | Haut-Sassandra   | Daloa               |
| Sassandra-Marahoué | Daloa                 | Marahoué         | Bouaflé             |
| Savanes            | Korhogo               | Poro             | Korhogo             |
| Savanes            | Korhogo               | Tchologo         | Ferkessédougou      |
| Savanes            | Korhogo               | Bagoué           | Boundiali           |
| Bas-Sassandra      | San-Pédro             | Nawa             | Soubré              |
| Bas-Sassandra      | San-Pédro             | San-Pédro        | San-Pédro           |
| Bas-Sassandra      | San-Pédro             | Gbôklé           | Sassandra           |
| Vallée du Bandama  | Bouaké                | Hambol           | Katiola             |
| Vallée du Bandama  | Bouaké                | Gbêkê            | Bouaké              |
| Woroba             | Séguéla               | Béré             | Mankono             |
| Woroba             | Séguéla               | Bafing           | Touba               |
| Woroba             | Séguéla               | Worodougou       | Séguéla             |
| Zanzan             | Bondoukou             | Bounkani         | Bouna               |
| Zanzan             | Bondoukou             | Gontougo         | Bondoukou           |

## Communes de Côte d'Ivoire

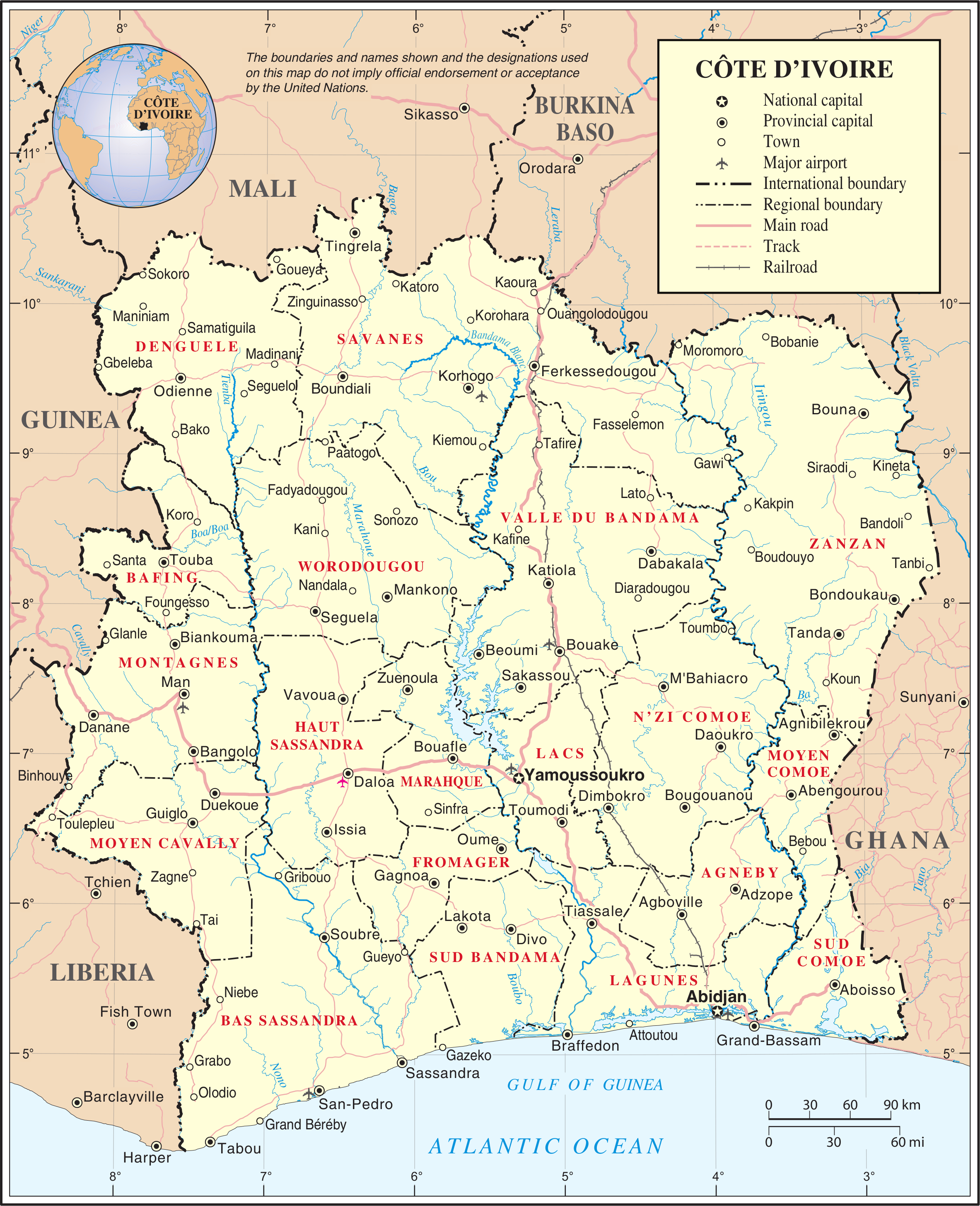
Carte administrative de la Côte d’Ivoire

la commune en Côte d'Ivoire est une division administrative correspondant généralement à un territoire constitué de quartiers ou de villages. La politique de communalisation, démarre en Côte d'Ivoire par la création, au terme de la loi du 18 novembre 1955 , des trois communes de plein exercice d'Abidjan, de Bouaké et de Grand-Bassam.